# Граземан, Херберт
Хе́рберт Гра́земан (нем. Herbert Grasemann; 21 декабря 1917, Грауденц — 21 июня 1983, Западный Берлин) — немецкий шахматный композитор и журналист, теоретик
логической школы в задаче, международный арбитр по шахматной композиции (1957). Иногда использовал псевдоним Арне Мангс (нем. Arne Mangs), анаграмму своей фамилии.
Родился в Грауденце (Польша), где его отец, бывший кадровый военный, служил инструктором. В 1918 году переехал с семьёй в Берлин. Играл в футбол, четырежды входил в сборную юниоров Берлина. В 1933 году появилась его первая задача, составленная под впечатлением чтения приложения к рекламным шахматным выпускам Ж. Мизеса. В 1935 году его трёхходовка была опубликована в Die Brennessel. В течение десяти лет учился игре на фортепиано. В 1936 году окончил школу и поступил на курсы промышленных менеджеров, которые окончил в 1939 году. После начала Второй мировой войны в 1939 году был призван в вооружённые силы и служил механиком-водителем танка. В июне 1941 года был ранен в боях под Минском, потерял левую руку, был госпитализирован и затем демобилизован в 1943 году.
После возвращения в Берлин начал изучать право, женился на Луизе Шмидт из Бернау. В 1944 году родился сын Лутц. Будучи ещё в госпитале возобновил свои занятия шахматной композицией в результате переписки с Й. Галумбиреком, которого считал своим наставником. С 1947 года окончательно посвятил себя шахматной композиции. В вопросах теории шахматной композиции считал себя учеником В. фон Гольцгаузена.
Редактор отделов задач журнала Schach («Шах», 1947—1961), Deutsche Schachzeitung («Дойче шахцайтунг», 1950—1962), Deutsche Schachblätter («Дойче шахблеттер», 1962—1983). Автор ряда книг, посвящённых творчеству немецких проблемистов. С 1933 опубликовал свыше 200 задач (преимущественно многоходовки), многие из которых отмечены отличиями на конкурсах.

## Задачи
|   | a | b | c | d | e | f | g | h |   |
| - | --- | --- | --- | --- | --- | --- | --- | --- | - |
| 8 | a8 белый король · b8 белая ладья · h7 чёрный слон · d5 чёрная пешка · a4 чёрный король · d4 белый слон · f3 чёрная ладья · f1 чёрный конь · g1 белый ферзь | a8 белый король · b8 белая ладья · h7 чёрный слон · d5 чёрная пешка · a4 чёрный король · d4 белый слон · f3 чёрная ладья · f1 чёрный конь · g1 белый ферзь | a8 белый король · b8 белая ладья · h7 чёрный слон · d5 чёрная пешка · a4 чёрный король · d4 белый слон · f3 чёрная ладья · f1 чёрный конь · g1 белый ферзь | a8 белый король · b8 белая ладья · h7 чёрный слон · d5 чёрная пешка · a4 чёрный король · d4 белый слон · f3 чёрная ладья · f1 чёрный конь · g1 белый ферзь | a8 белый король · b8 белая ладья · h7 чёрный слон · d5 чёрная пешка · a4 чёрный король · d4 белый слон · f3 чёрная ладья · f1 чёрный конь · g1 белый ферзь | a8 белый король · b8 белая ладья · h7 чёрный слон · d5 чёрная пешка · a4 чёрный король · d4 белый слон · f3 чёрная ладья · f1 чёрный конь · g1 белый ферзь | a8 белый король · b8 белая ладья · h7 чёрный слон · d5 чёрная пешка · a4 чёрный король · d4 белый слон · f3 чёрная ладья · f1 чёрный конь · g1 белый ферзь | a8 белый король · b8 белая ладья · h7 чёрный слон · d5 чёрная пешка · a4 чёрный король · d4 белый слон · f3 чёрная ладья · f1 чёрный конь · g1 белый ферзь | 8 |
| 7 | a8 белый король · b8 белая ладья · h7 чёрный слон · d5 чёрная пешка · a4 чёрный король · d4 белый слон · f3 чёрная ладья · f1 чёрный конь · g1 белый ферзь | a8 белый король · b8 белая ладья · h7 чёрный слон · d5 чёрная пешка · a4 чёрный король · d4 белый слон · f3 чёрная ладья · f1 чёрный конь · g1 белый ферзь | a8 белый король · b8 белая ладья · h7 чёрный слон · d5 чёрная пешка · a4 чёрный король · d4 белый слон · f3 чёрная ладья · f1 чёрный конь · g1 белый ферзь | a8 белый король · b8 белая ладья · h7 чёрный слон · d5 чёрная пешка · a4 чёрный король · d4 белый слон · f3 чёрная ладья · f1 чёрный конь · g1 белый ферзь | a8 белый король · b8 белая ладья · h7 чёрный слон · d5 чёрная пешка · a4 чёрный король · d4 белый слон · f3 чёрная ладья · f1 чёрный конь · g1 белый ферзь | a8 белый король · b8 белая ладья · h7 чёрный слон · d5 чёрная пешка · a4 чёрный король · d4 белый слон · f3 чёрная ладья · f1 чёрный конь · g1 белый ферзь | a8 белый король · b8 белая ладья · h7 чёрный слон · d5 чёрная пешка · a4 чёрный король · d4 белый слон · f3 чёрная ладья · f1 чёрный конь · g1 белый ферзь | a8 белый король · b8 белая ладья · h7 чёрный слон · d5 чёрная пешка · a4 чёрный король · d4 белый слон · f3 чёрная ладья · f1 чёрный конь · g1 белый ферзь | 7 |
| 6 | a8 белый король · b8 белая ладья · h7 чёрный слон · d5 чёрная пешка · a4 чёрный король · d4 белый слон · f3 чёрная ладья · f1 чёрный конь · g1 белый ферзь | a8 белый король · b8 белая ладья · h7 чёрный слон · d5 чёрная пешка · a4 чёрный король · d4 белый слон · f3 чёрная ладья · f1 чёрный конь · g1 белый ферзь | a8 белый король · b8 белая ладья · h7 чёрный слон · d5 чёрная пешка · a4 чёрный король · d4 белый слон · f3 чёрная ладья · f1 чёрный конь · g1 белый ферзь | a8 белый король · b8 белая ладья · h7 чёрный слон · d5 чёрная пешка · a4 чёрный король · d4 белый слон · f3 чёрная ладья · f1 чёрный конь · g1 белый ферзь | a8 белый король · b8 белая ладья · h7 чёрный слон · d5 чёрная пешка · a4 чёрный король · d4 белый слон · f3 чёрная ладья · f1 чёрный конь · g1 белый ферзь | a8 белый король · b8 белая ладья · h7 чёрный слон · d5 чёрная пешка · a4 чёрный король · d4 белый слон · f3 чёрная ладья · f1 чёрный конь · g1 белый ферзь | a8 белый король · b8 белая ладья · h7 чёрный слон · d5 чёрная пешка · a4 чёрный король · d4 белый слон · f3 чёрная ладья · f1 чёрный конь · g1 белый ферзь | a8 белый король · b8 белая ладья · h7 чёрный слон · d5 чёрная пешка · a4 чёрный король · d4 белый слон · f3 чёрная ладья · f1 чёрный конь · g1 белый ферзь | 6 |
| 5 | a8 белый король · b8 белая ладья · h7 чёрный слон · d5 чёрная пешка · a4 чёрный король · d4 белый слон · f3 чёрная ладья · f1 чёрный конь · g1 белый ферзь | a8 белый король · b8 белая ладья · h7 чёрный слон · d5 чёрная пешка · a4 чёрный король · d4 белый слон · f3 чёрная ладья · f1 чёрный конь · g1 белый ферзь | a8 белый король · b8 белая ладья · h7 чёрный слон · d5 чёрная пешка · a4 чёрный король · d4 белый слон · f3 чёрная ладья · f1 чёрный конь · g1 белый ферзь | a8 белый король · b8 белая ладья · h7 чёрный слон · d5 чёрная пешка · a4 чёрный король · d4 белый слон · f3 чёрная ладья · f1 чёрный конь · g1 белый ферзь | a8 белый король · b8 белая ладья · h7 чёрный слон · d5 чёрная пешка · a4 чёрный король · d4 белый слон · f3 чёрная ладья · f1 чёрный конь · g1 белый ферзь | a8 белый король · b8 белая ладья · h7 чёрный слон · d5 чёрная пешка · a4 чёрный король · d4 белый слон · f3 чёрная ладья · f1 чёрный конь · g1 белый ферзь | a8 белый король · b8 белая ладья · h7 чёрный слон · d5 чёрная пешка · a4 чёрный король · d4 белый слон · f3 чёрная ладья · f1 чёрный конь · g1 белый ферзь | a8 белый король · b8 белая ладья · h7 чёрный слон · d5 чёрная пешка · a4 чёрный король · d4 белый слон · f3 чёрная ладья · f1 чёрный конь · g1 белый ферзь | 5 |
| 4 | a8 белый король · b8 белая ладья · h7 чёрный слон · d5 чёрная пешка · a4 чёрный король · d4 белый слон · f3 чёрная ладья · f1 чёрный конь · g1 белый ферзь | a8 белый король · b8 белая ладья · h7 чёрный слон · d5 чёрная пешка · a4 чёрный король · d4 белый слон · f3 чёрная ладья · f1 чёрный конь · g1 белый ферзь | a8 белый король · b8 белая ладья · h7 чёрный слон · d5 чёрная пешка · a4 чёрный король · d4 белый слон · f3 чёрная ладья · f1 чёрный конь · g1 белый ферзь | a8 белый король · b8 белая ладья · h7 чёрный слон · d5 чёрная пешка · a4 чёрный король · d4 белый слон · f3 чёрная ладья · f1 чёрный конь · g1 белый ферзь | a8 белый король · b8 белая ладья · h7 чёрный слон · d5 чёрная пешка · a4 чёрный король · d4 белый слон · f3 чёрная ладья · f1 чёрный конь · g1 белый ферзь | a8 белый король · b8 белая ладья · h7 чёрный слон · d5 чёрная пешка · a4 чёрный король · d4 белый слон · f3 чёрная ладья · f1 чёрный конь · g1 белый ферзь | a8 белый король · b8 белая ладья · h7 чёрный слон · d5 чёрная пешка · a4 чёрный король · d4 белый слон · f3 чёрная ладья · f1 чёрный конь · g1 белый ферзь | a8 белый король · b8 белая ладья · h7 чёрный слон · d5 чёрная пешка · a4 чёрный король · d4 белый слон · f3 чёрная ладья · f1 чёрный конь · g1 белый ферзь | 4 |
| 3 | a8 белый король · b8 белая ладья · h7 чёрный слон · d5 чёрная пешка · a4 чёрный король · d4 белый слон · f3 чёрная ладья · f1 чёрный конь · g1 белый ферзь | a8 белый король · b8 белая ладья · h7 чёрный слон · d5 чёрная пешка · a4 чёрный король · d4 белый слон · f3 чёрная ладья · f1 чёрный конь · g1 белый ферзь | a8 белый король · b8 белая ладья · h7 чёрный слон · d5 чёрная пешка · a4 чёрный король · d4 белый слон · f3 чёрная ладья · f1 чёрный конь · g1 белый ферзь | a8 белый король · b8 белая ладья · h7 чёрный слон · d5 чёрная пешка · a4 чёрный король · d4 белый слон · f3 чёрная ладья · f1 чёрный конь · g1 белый ферзь | a8 белый король · b8 белая ладья · h7 чёрный слон · d5 чёрная пешка · a4 чёрный король · d4 белый слон · f3 чёрная ладья · f1 чёрный конь · g1 белый ферзь | a8 белый король · b8 белая ладья · h7 чёрный слон · d5 чёрная пешка · a4 чёрный король · d4 белый слон · f3 чёрная ладья · f1 чёрный конь · g1 белый ферзь | a8 белый король · b8 белая ладья · h7 чёрный слон · d5 чёрная пешка · a4 чёрный король · d4 белый слон · f3 чёрная ладья · f1 чёрный конь · g1 белый ферзь | a8 белый король · b8 белая ладья · h7 чёрный слон · d5 чёрная пешка · a4 чёрный король · d4 белый слон · f3 чёрная ладья · f1 чёрный конь · g1 белый ферзь | 3 |
| 2 | a8 белый король · b8 белая ладья · h7 чёрный слон · d5 чёрная пешка · a4 чёрный король · d4 белый слон · f3 чёрная ладья · f1 чёрный конь · g1 белый ферзь | a8 белый король · b8 белая ладья · h7 чёрный слон · d5 чёрная пешка · a4 чёрный король · d4 белый слон · f3 чёрная ладья · f1 чёрный конь · g1 белый ферзь | a8 белый король · b8 белая ладья · h7 чёрный слон · d5 чёрная пешка · a4 чёрный король · d4 белый слон · f3 чёрная ладья · f1 чёрный конь · g1 белый ферзь | a8 белый король · b8 белая ладья · h7 чёрный слон · d5 чёрная пешка · a4 чёрный король · d4 белый слон · f3 чёрная ладья · f1 чёрный конь · g1 белый ферзь | a8 белый король · b8 белая ладья · h7 чёрный слон · d5 чёрная пешка · a4 чёрный король · d4 белый слон · f3 чёрная ладья · f1 чёрный конь · g1 белый ферзь | a8 белый король · b8 белая ладья · h7 чёрный слон · d5 чёрная пешка · a4 чёрный король · d4 белый слон · f3 чёрная ладья · f1 чёрный конь · g1 белый ферзь | a8 белый король · b8 белая ладья · h7 чёрный слон · d5 чёрная пешка · a4 чёрный король · d4 белый слон · f3 чёрная ладья · f1 чёрный конь · g1 белый ферзь | a8 белый король · b8 белая ладья · h7 чёрный слон · d5 чёрная пешка · a4 чёрный король · d4 белый слон · f3 чёрная ладья · f1 чёрный конь · g1 белый ферзь | 2 |
| 1 | a8 белый король · b8 белая ладья · h7 чёрный слон · d5 чёрная пешка · a4 чёрный король · d4 белый слон · f3 чёрная ладья · f1 чёрный конь · g1 белый ферзь | a8 белый король · b8 белая ладья · h7 чёрный слон · d5 чёрная пешка · a4 чёрный король · d4 белый слон · f3 чёрная ладья · f1 чёрный конь · g1 белый ферзь | a8 белый король · b8 белая ладья · h7 чёрный слон · d5 чёрная пешка · a4 чёрный король · d4 белый слон · f3 чёрная ладья · f1 чёрный конь · g1 белый ферзь | a8 белый король · b8 белая ладья · h7 чёрный слон · d5 чёрная пешка · a4 чёрный король · d4 белый слон · f3 чёрная ладья · f1 чёрный конь · g1 белый ферзь | a8 белый король · b8 белая ладья · h7 чёрный слон · d5 чёрная пешка · a4 чёрный король · d4 белый слон · f3 чёрная ладья · f1 чёрный конь · g1 белый ферзь | a8 белый король · b8 белая ладья · h7 чёрный слон · d5 чёрная пешка · a4 чёрный король · d4 белый слон · f3 чёрная ладья · f1 чёрный конь · g1 белый ферзь | a8 белый король · b8 белая ладья · h7 чёрный слон · d5 чёрная пешка · a4 чёрный король · d4 белый слон · f3 чёрная ладья · f1 чёрный конь · g1 белый ферзь | a8 белый король · b8 белая ладья · h7 чёрный слон · d5 чёрная пешка · a4 чёрный король · d4 белый слон · f3 чёрная ладья · f1 чёрный конь · g1 белый ферзь | 1 |
|   | a | b | c | d | e | f | g | h |   |

1.Фg7? Лf7! 2.Ф:f7 Cd3!

1.Сe5? Ле3! 2.Фg7 Cd3!

Решение:

1.Сh8 (с угрозами Фa7# и Фd4+) 1…Лe3 (перекрывая диагональ g1-a7)

2.Фg7 (опять грозит Фa7#) 2…Лe7 (Cd3) 3.Фa1#.
Слон, делая критический ход через поле g7, освобождает диагональ для будущего движения по ней ферзя. Подобная комбинация называется темой Лойда (см. Лойд, Сэмюэль).
|   | a | b | c | d | e | f | g | h |   |
| - | --- | --- | --- | --- | --- | --- | --- | --- | - |
| 8 | h8 чёрный слон · f7 белый слон · g7 чёрный конь · h7 чёрная ладья · h6 чёрный король · e4 белый король · g4 чёрная пешка · h4 белая пешка · a3 чёрная пешка · e3 белый конь · g3 чёрная пешка · a2 белая пешка · e2 чёрный слон · g2 белая пешка | h8 чёрный слон · f7 белый слон · g7 чёрный конь · h7 чёрная ладья · h6 чёрный король · e4 белый король · g4 чёрная пешка · h4 белая пешка · a3 чёрная пешка · e3 белый конь · g3 чёрная пешка · a2 белая пешка · e2 чёрный слон · g2 белая пешка | h8 чёрный слон · f7 белый слон · g7 чёрный конь · h7 чёрная ладья · h6 чёрный король · e4 белый король · g4 чёрная пешка · h4 белая пешка · a3 чёрная пешка · e3 белый конь · g3 чёрная пешка · a2 белая пешка · e2 чёрный слон · g2 белая пешка | h8 чёрный слон · f7 белый слон · g7 чёрный конь · h7 чёрная ладья · h6 чёрный король · e4 белый король · g4 чёрная пешка · h4 белая пешка · a3 чёрная пешка · e3 белый конь · g3 чёрная пешка · a2 белая пешка · e2 чёрный слон · g2 белая пешка | h8 чёрный слон · f7 белый слон · g7 чёрный конь · h7 чёрная ладья · h6 чёрный король · e4 белый король · g4 чёрная пешка · h4 белая пешка · a3 чёрная пешка · e3 белый конь · g3 чёрная пешка · a2 белая пешка · e2 чёрный слон · g2 белая пешка | h8 чёрный слон · f7 белый слон · g7 чёрный конь · h7 чёрная ладья · h6 чёрный король · e4 белый король · g4 чёрная пешка · h4 белая пешка · a3 чёрная пешка · e3 белый конь · g3 чёрная пешка · a2 белая пешка · e2 чёрный слон · g2 белая пешка | h8 чёрный слон · f7 белый слон · g7 чёрный конь · h7 чёрная ладья · h6 чёрный король · e4 белый король · g4 чёрная пешка · h4 белая пешка · a3 чёрная пешка · e3 белый конь · g3 чёрная пешка · a2 белая пешка · e2 чёрный слон · g2 белая пешка | h8 чёрный слон · f7 белый слон · g7 чёрный конь · h7 чёрная ладья · h6 чёрный король · e4 белый король · g4 чёрная пешка · h4 белая пешка · a3 чёрная пешка · e3 белый конь · g3 чёрная пешка · a2 белая пешка · e2 чёрный слон · g2 белая пешка | 8 |
| 7 | h8 чёрный слон · f7 белый слон · g7 чёрный конь · h7 чёрная ладья · h6 чёрный король · e4 белый король · g4 чёрная пешка · h4 белая пешка · a3 чёрная пешка · e3 белый конь · g3 чёрная пешка · a2 белая пешка · e2 чёрный слон · g2 белая пешка | h8 чёрный слон · f7 белый слон · g7 чёрный конь · h7 чёрная ладья · h6 чёрный король · e4 белый король · g4 чёрная пешка · h4 белая пешка · a3 чёрная пешка · e3 белый конь · g3 чёрная пешка · a2 белая пешка · e2 чёрный слон · g2 белая пешка | h8 чёрный слон · f7 белый слон · g7 чёрный конь · h7 чёрная ладья · h6 чёрный король · e4 белый король · g4 чёрная пешка · h4 белая пешка · a3 чёрная пешка · e3 белый конь · g3 чёрная пешка · a2 белая пешка · e2 чёрный слон · g2 белая пешка | h8 чёрный слон · f7 белый слон · g7 чёрный конь · h7 чёрная ладья · h6 чёрный король · e4 белый король · g4 чёрная пешка · h4 белая пешка · a3 чёрная пешка · e3 белый конь · g3 чёрная пешка · a2 белая пешка · e2 чёрный слон · g2 белая пешка | h8 чёрный слон · f7 белый слон · g7 чёрный конь · h7 чёрная ладья · h6 чёрный король · e4 белый король · g4 чёрная пешка · h4 белая пешка · a3 чёрная пешка · e3 белый конь · g3 чёрная пешка · a2 белая пешка · e2 чёрный слон · g2 белая пешка | h8 чёрный слон · f7 белый слон · g7 чёрный конь · h7 чёрная ладья · h6 чёрный король · e4 белый король · g4 чёрная пешка · h4 белая пешка · a3 чёрная пешка · e3 белый конь · g3 чёрная пешка · a2 белая пешка · e2 чёрный слон · g2 белая пешка | h8 чёрный слон · f7 белый слон · g7 чёрный конь · h7 чёрная ладья · h6 чёрный король · e4 белый король · g4 чёрная пешка · h4 белая пешка · a3 чёрная пешка · e3 белый конь · g3 чёрная пешка · a2 белая пешка · e2 чёрный слон · g2 белая пешка | h8 чёрный слон · f7 белый слон · g7 чёрный конь · h7 чёрная ладья · h6 чёрный король · e4 белый король · g4 чёрная пешка · h4 белая пешка · a3 чёрная пешка · e3 белый конь · g3 чёрная пешка · a2 белая пешка · e2 чёрный слон · g2 белая пешка | 7 |
| 6 | h8 чёрный слон · f7 белый слон · g7 чёрный конь · h7 чёрная ладья · h6 чёрный король · e4 белый король · g4 чёрная пешка · h4 белая пешка · a3 чёрная пешка · e3 белый конь · g3 чёрная пешка · a2 белая пешка · e2 чёрный слон · g2 белая пешка | h8 чёрный слон · f7 белый слон · g7 чёрный конь · h7 чёрная ладья · h6 чёрный король · e4 белый король · g4 чёрная пешка · h4 белая пешка · a3 чёрная пешка · e3 белый конь · g3 чёрная пешка · a2 белая пешка · e2 чёрный слон · g2 белая пешка | h8 чёрный слон · f7 белый слон · g7 чёрный конь · h7 чёрная ладья · h6 чёрный король · e4 белый король · g4 чёрная пешка · h4 белая пешка · a3 чёрная пешка · e3 белый конь · g3 чёрная пешка · a2 белая пешка · e2 чёрный слон · g2 белая пешка | h8 чёрный слон · f7 белый слон · g7 чёрный конь · h7 чёрная ладья · h6 чёрный король · e4 белый король · g4 чёрная пешка · h4 белая пешка · a3 чёрная пешка · e3 белый конь · g3 чёрная пешка · a2 белая пешка · e2 чёрный слон · g2 белая пешка | h8 чёрный слон · f7 белый слон · g7 чёрный конь · h7 чёрная ладья · h6 чёрный король · e4 белый король · g4 чёрная пешка · h4 белая пешка · a3 чёрная пешка · e3 белый конь · g3 чёрная пешка · a2 белая пешка · e2 чёрный слон · g2 белая пешка | h8 чёрный слон · f7 белый слон · g7 чёрный конь · h7 чёрная ладья · h6 чёрный король · e4 белый король · g4 чёрная пешка · h4 белая пешка · a3 чёрная пешка · e3 белый конь · g3 чёрная пешка · a2 белая пешка · e2 чёрный слон · g2 белая пешка | h8 чёрный слон · f7 белый слон · g7 чёрный конь · h7 чёрная ладья · h6 чёрный король · e4 белый король · g4 чёрная пешка · h4 белая пешка · a3 чёрная пешка · e3 белый конь · g3 чёрная пешка · a2 белая пешка · e2 чёрный слон · g2 белая пешка | h8 чёрный слон · f7 белый слон · g7 чёрный конь · h7 чёрная ладья · h6 чёрный король · e4 белый король · g4 чёрная пешка · h4 белая пешка · a3 чёрная пешка · e3 белый конь · g3 чёрная пешка · a2 белая пешка · e2 чёрный слон · g2 белая пешка | 6 |
| 5 | h8 чёрный слон · f7 белый слон · g7 чёрный конь · h7 чёрная ладья · h6 чёрный король · e4 белый король · g4 чёрная пешка · h4 белая пешка · a3 чёрная пешка · e3 белый конь · g3 чёрная пешка · a2 белая пешка · e2 чёрный слон · g2 белая пешка | h8 чёрный слон · f7 белый слон · g7 чёрный конь · h7 чёрная ладья · h6 чёрный король · e4 белый король · g4 чёрная пешка · h4 белая пешка · a3 чёрная пешка · e3 белый конь · g3 чёрная пешка · a2 белая пешка · e2 чёрный слон · g2 белая пешка | h8 чёрный слон · f7 белый слон · g7 чёрный конь · h7 чёрная ладья · h6 чёрный король · e4 белый король · g4 чёрная пешка · h4 белая пешка · a3 чёрная пешка · e3 белый конь · g3 чёрная пешка · a2 белая пешка · e2 чёрный слон · g2 белая пешка | h8 чёрный слон · f7 белый слон · g7 чёрный конь · h7 чёрная ладья · h6 чёрный король · e4 белый король · g4 чёрная пешка · h4 белая пешка · a3 чёрная пешка · e3 белый конь · g3 чёрная пешка · a2 белая пешка · e2 чёрный слон · g2 белая пешка | h8 чёрный слон · f7 белый слон · g7 чёрный конь · h7 чёрная ладья · h6 чёрный король · e4 белый король · g4 чёрная пешка · h4 белая пешка · a3 чёрная пешка · e3 белый конь · g3 чёрная пешка · a2 белая пешка · e2 чёрный слон · g2 белая пешка | h8 чёрный слон · f7 белый слон · g7 чёрный конь · h7 чёрная ладья · h6 чёрный король · e4 белый король · g4 чёрная пешка · h4 белая пешка · a3 чёрная пешка · e3 белый конь · g3 чёрная пешка · a2 белая пешка · e2 чёрный слон · g2 белая пешка | h8 чёрный слон · f7 белый слон · g7 чёрный конь · h7 чёрная ладья · h6 чёрный король · e4 белый король · g4 чёрная пешка · h4 белая пешка · a3 чёрная пешка · e3 белый конь · g3 чёрная пешка · a2 белая пешка · e2 чёрный слон · g2 белая пешка | h8 чёрный слон · f7 белый слон · g7 чёрный конь · h7 чёрная ладья · h6 чёрный король · e4 белый король · g4 чёрная пешка · h4 белая пешка · a3 чёрная пешка · e3 белый конь · g3 чёрная пешка · a2 белая пешка · e2 чёрный слон · g2 белая пешка | 5 |
| 4 | h8 чёрный слон · f7 белый слон · g7 чёрный конь · h7 чёрная ладья · h6 чёрный король · e4 белый король · g4 чёрная пешка · h4 белая пешка · a3 чёрная пешка · e3 белый конь · g3 чёрная пешка · a2 белая пешка · e2 чёрный слон · g2 белая пешка | h8 чёрный слон · f7 белый слон · g7 чёрный конь · h7 чёрная ладья · h6 чёрный король · e4 белый король · g4 чёрная пешка · h4 белая пешка · a3 чёрная пешка · e3 белый конь · g3 чёрная пешка · a2 белая пешка · e2 чёрный слон · g2 белая пешка | h8 чёрный слон · f7 белый слон · g7 чёрный конь · h7 чёрная ладья · h6 чёрный король · e4 белый король · g4 чёрная пешка · h4 белая пешка · a3 чёрная пешка · e3 белый конь · g3 чёрная пешка · a2 белая пешка · e2 чёрный слон · g2 белая пешка | h8 чёрный слон · f7 белый слон · g7 чёрный конь · h7 чёрная ладья · h6 чёрный король · e4 белый король · g4 чёрная пешка · h4 белая пешка · a3 чёрная пешка · e3 белый конь · g3 чёрная пешка · a2 белая пешка · e2 чёрный слон · g2 белая пешка | h8 чёрный слон · f7 белый слон · g7 чёрный конь · h7 чёрная ладья · h6 чёрный король · e4 белый король · g4 чёрная пешка · h4 белая пешка · a3 чёрная пешка · e3 белый конь · g3 чёрная пешка · a2 белая пешка · e2 чёрный слон · g2 белая пешка | h8 чёрный слон · f7 белый слон · g7 чёрный конь · h7 чёрная ладья · h6 чёрный король · e4 белый король · g4 чёрная пешка · h4 белая пешка · a3 чёрная пешка · e3 белый конь · g3 чёрная пешка · a2 белая пешка · e2 чёрный слон · g2 белая пешка | h8 чёрный слон · f7 белый слон · g7 чёрный конь · h7 чёрная ладья · h6 чёрный король · e4 белый король · g4 чёрная пешка · h4 белая пешка · a3 чёрная пешка · e3 белый конь · g3 чёрная пешка · a2 белая пешка · e2 чёрный слон · g2 белая пешка | h8 чёрный слон · f7 белый слон · g7 чёрный конь · h7 чёрная ладья · h6 чёрный король · e4 белый король · g4 чёрная пешка · h4 белая пешка · a3 чёрная пешка · e3 белый конь · g3 чёрная пешка · a2 белая пешка · e2 чёрный слон · g2 белая пешка | 4 |
| 3 | h8 чёрный слон · f7 белый слон · g7 чёрный конь · h7 чёрная ладья · h6 чёрный король · e4 белый король · g4 чёрная пешка · h4 белая пешка · a3 чёрная пешка · e3 белый конь · g3 чёрная пешка · a2 белая пешка · e2 чёрный слон · g2 белая пешка | h8 чёрный слон · f7 белый слон · g7 чёрный конь · h7 чёрная ладья · h6 чёрный король · e4 белый король · g4 чёрная пешка · h4 белая пешка · a3 чёрная пешка · e3 белый конь · g3 чёрная пешка · a2 белая пешка · e2 чёрный слон · g2 белая пешка | h8 чёрный слон · f7 белый слон · g7 чёрный конь · h7 чёрная ладья · h6 чёрный король · e4 белый король · g4 чёрная пешка · h4 белая пешка · a3 чёрная пешка · e3 белый конь · g3 чёрная пешка · a2 белая пешка · e2 чёрный слон · g2 белая пешка | h8 чёрный слон · f7 белый слон · g7 чёрный конь · h7 чёрная ладья · h6 чёрный король · e4 белый король · g4 чёрная пешка · h4 белая пешка · a3 чёрная пешка · e3 белый конь · g3 чёрная пешка · a2 белая пешка · e2 чёрный слон · g2 белая пешка | h8 чёрный слон · f7 белый слон · g7 чёрный конь · h7 чёрная ладья · h6 чёрный король · e4 белый король · g4 чёрная пешка · h4 белая пешка · a3 чёрная пешка · e3 белый конь · g3 чёрная пешка · a2 белая пешка · e2 чёрный слон · g2 белая пешка | h8 чёрный слон · f7 белый слон · g7 чёрный конь · h7 чёрная ладья · h6 чёрный король · e4 белый король · g4 чёрная пешка · h4 белая пешка · a3 чёрная пешка · e3 белый конь · g3 чёрная пешка · a2 белая пешка · e2 чёрный слон · g2 белая пешка | h8 чёрный слон · f7 белый слон · g7 чёрный конь · h7 чёрная ладья · h6 чёрный король · e4 белый король · g4 чёрная пешка · h4 белая пешка · a3 чёрная пешка · e3 белый конь · g3 чёрная пешка · a2 белая пешка · e2 чёрный слон · g2 белая пешка | h8 чёрный слон · f7 белый слон · g7 чёрный конь · h7 чёрная ладья · h6 чёрный король · e4 белый король · g4 чёрная пешка · h4 белая пешка · a3 чёрная пешка · e3 белый конь · g3 чёрная пешка · a2 белая пешка · e2 чёрный слон · g2 белая пешка | 3 |
| 2 | h8 чёрный слон · f7 белый слон · g7 чёрный конь · h7 чёрная ладья · h6 чёрный король · e4 белый король · g4 чёрная пешка · h4 белая пешка · a3 чёрная пешка · e3 белый конь · g3 чёрная пешка · a2 белая пешка · e2 чёрный слон · g2 белая пешка | h8 чёрный слон · f7 белый слон · g7 чёрный конь · h7 чёрная ладья · h6 чёрный король · e4 белый король · g4 чёрная пешка · h4 белая пешка · a3 чёрная пешка · e3 белый конь · g3 чёрная пешка · a2 белая пешка · e2 чёрный слон · g2 белая пешка | h8 чёрный слон · f7 белый слон · g7 чёрный конь · h7 чёрная ладья · h6 чёрный король · e4 белый король · g4 чёрная пешка · h4 белая пешка · a3 чёрная пешка · e3 белый конь · g3 чёрная пешка · a2 белая пешка · e2 чёрный слон · g2 белая пешка | h8 чёрный слон · f7 белый слон · g7 чёрный конь · h7 чёрная ладья · h6 чёрный король · e4 белый король · g4 чёрная пешка · h4 белая пешка · a3 чёрная пешка · e3 белый конь · g3 чёрная пешка · a2 белая пешка · e2 чёрный слон · g2 белая пешка | h8 чёрный слон · f7 белый слон · g7 чёрный конь · h7 чёрная ладья · h6 чёрный король · e4 белый король · g4 чёрная пешка · h4 белая пешка · a3 чёрная пешка · e3 белый конь · g3 чёрная пешка · a2 белая пешка · e2 чёрный слон · g2 белая пешка | h8 чёрный слон · f7 белый слон · g7 чёрный конь · h7 чёрная ладья · h6 чёрный король · e4 белый король · g4 чёрная пешка · h4 белая пешка · a3 чёрная пешка · e3 белый конь · g3 чёрная пешка · a2 белая пешка · e2 чёрный слон · g2 белая пешка | h8 чёрный слон · f7 белый слон · g7 чёрный конь · h7 чёрная ладья · h6 чёрный король · e4 белый король · g4 чёрная пешка · h4 белая пешка · a3 чёрная пешка · e3 белый конь · g3 чёрная пешка · a2 белая пешка · e2 чёрный слон · g2 белая пешка | h8 чёрный слон · f7 белый слон · g7 чёрный конь · h7 чёрная ладья · h6 чёрный король · e4 белый король · g4 чёрная пешка · h4 белая пешка · a3 чёрная пешка · e3 белый конь · g3 чёрная пешка · a2 белая пешка · e2 чёрный слон · g2 белая пешка | 2 |
| 1 | h8 чёрный слон · f7 белый слон · g7 чёрный конь · h7 чёрная ладья · h6 чёрный король · e4 белый король · g4 чёрная пешка · h4 белая пешка · a3 чёрная пешка · e3 белый конь · g3 чёрная пешка · a2 белая пешка · e2 чёрный слон · g2 белая пешка | h8 чёрный слон · f7 белый слон · g7 чёрный конь · h7 чёрная ладья · h6 чёрный король · e4 белый король · g4 чёрная пешка · h4 белая пешка · a3 чёрная пешка · e3 белый конь · g3 чёрная пешка · a2 белая пешка · e2 чёрный слон · g2 белая пешка | h8 чёрный слон · f7 белый слон · g7 чёрный конь · h7 чёрная ладья · h6 чёрный король · e4 белый король · g4 чёрная пешка · h4 белая пешка · a3 чёрная пешка · e3 белый конь · g3 чёрная пешка · a2 белая пешка · e2 чёрный слон · g2 белая пешка | h8 чёрный слон · f7 белый слон · g7 чёрный конь · h7 чёрная ладья · h6 чёрный король · e4 белый король · g4 чёрная пешка · h4 белая пешка · a3 чёрная пешка · e3 белый конь · g3 чёрная пешка · a2 белая пешка · e2 чёрный слон · g2 белая пешка | h8 чёрный слон · f7 белый слон · g7 чёрный конь · h7 чёрная ладья · h6 чёрный король · e4 белый король · g4 чёрная пешка · h4 белая пешка · a3 чёрная пешка · e3 белый конь · g3 чёрная пешка · a2 белая пешка · e2 чёрный слон · g2 белая пешка | h8 чёрный слон · f7 белый слон · g7 чёрный конь · h7 чёрная ладья · h6 чёрный король · e4 белый король · g4 чёрная пешка · h4 белая пешка · a3 чёрная пешка · e3 белый конь · g3 чёрная пешка · a2 белая пешка · e2 чёрный слон · g2 белая пешка | h8 чёрный слон · f7 белый слон · g7 чёрный конь · h7 чёрная ладья · h6 чёрный король · e4 белый король · g4 чёрная пешка · h4 белая пешка · a3 чёрная пешка · e3 белый конь · g3 чёрная пешка · a2 белая пешка · e2 чёрный слон · g2 белая пешка | h8 чёрный слон · f7 белый слон · g7 чёрный конь · h7 чёрная ладья · h6 чёрный король · e4 белый король · g4 чёрная пешка · h4 белая пешка · a3 чёрная пешка · e3 белый конь · g3 чёрная пешка · a2 белая пешка · e2 чёрный слон · g2 белая пешка | 1 |
|   | a | b | c | d | e | f | g | h |   |

Задача-блок: 1…Cd1 2.Kpd3 Ce2+ 3.Кр: е2 К ~ 4.Kf5#

Белые проигрывают темп при помощи тонкого манёвра:

1.Kpd5! Cd1 2.Крс4 (2.Крс6? Са4+ 3.Kpb6 Cd7!) Ce2+ 3.Kpb4! Cd1 4.Kpb5 Се2+ 5.Крс6 Cd1 6.Kpd5 Ce2 7.Кре4! и чёрные в цугцванге:

7…Cd1 8.Kpd3 Ce2+ 9.Кр: е2 и 10.Kf5#.

## Книги
- Problemschach, Bd 1-2, Вerlin, 1955, 1959.
- Problem Juwelen. Auslese 1958—1962, В.—Frohnau, 1964.
- Schach ohne Partner für Anfänger, München, 1977.
- Eines Reverends Einfall der Geschichte machte, West-Berlin, 1981.
- Schach ohne Partner für Könner, München, 1982.
- Die Kunst des Mattsetzens (под псевдонимом Arne Mangs), München, 1983.